# Żyła sromowa wewnętrzna

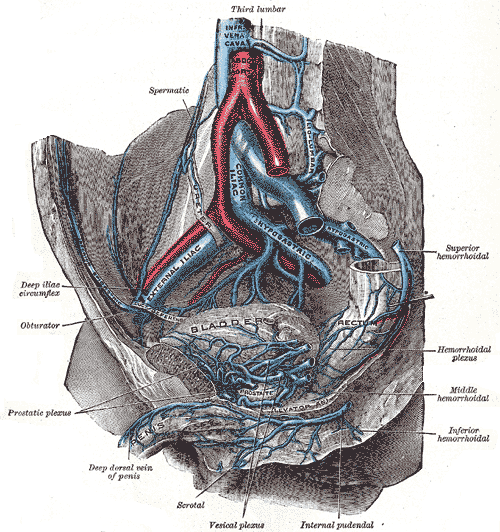
Żyły prawej połowy miednicy mężczyzny (żyła sromowa wewnętrzna widoczna na dole)

Żyła sromowa wewnętrzna  (łac. vena pudenda interna) – w anatomii człowieka żyła będąca jedynym naczyniem żylnym z gałęzi trzewnych żyły biodrowej wewnętrznej, które nie wytwarza splotów. W początkowym przebiegu ma dwa pnie. Żyła sromowa wewnętrzna rozpoczyna się u mężczyzn zespoleniem z żyłą grzbietową prącia, natomiast u kobiet z  żyłą grzbietową łechtaczki i uchodzi do żyły biodrowej wewnętrznej.

## Przebieg
Żyła sromowa wewnętrzna rozpoczyna się pod spojeniem łonowym u mężczyzn zespoleniem z żyłą grzbietową prącia, natomiast u kobiet z  żyłą grzbietową łechtaczki.  W początkowym przebiegu biegnie przez kanał sromowy, wychodząc z miednicy przez otwór kulszowy mniejszy w okolicę pośladkową, owija się wokół kolca kulszowego, a następnie powraca do miednicy przez otwór kulszowy większy między mięśniem gruszkowatym a mięśniem guzicznym, w końcowym biegu biegnie na pniach nerwowych splotu krzyżowego i uchodzi do żyły biodrowej wewnętrznej.

## Dopływy u mężczyzny
- żyły głębokie prącia
- żyły opuszki prącia
- żyły mosznowe tylne
- żyła grzbietowa prącia
- parzyste żyły powierzchowne grzbietowe prącia
- żyły odbytnicze środkowe
- żyły odbytnicze dolne

## Dopływy u kobiety
- żyły głębokie łechtaczki
- żyły przedsionka pochwy
- żyły wargowe tylne
- żyła grzbietowa łechtaczki
- parzyste żyły grzbietowe powierzchowne łechtaczki
- żyły odbytnicze środkowe
- żyły odbytnicze dolne

## Zespolenia
- splot odbytniczy